# Національний орган статистики
Національний орган статистики — урядова організація, на яку покладено функції спрямування, керування та/або здійснення статистичної діяльності на території країни.

## Завдання та функції
Зазвичай, на орган статистики покладено такі завдання та функції:
- проведення державної політики в галузі статистики, контроль та нагляд у сфері державної статистичної діяльності
- ведення загальнодержавних реєстрів та систем різних видів статистичної інформації
- організація та проведення перепису населення
- обробка, розрахунок і аналіз офіційних статистичних даних

## Види статистичної інформації
Орган статистики може збирати такі види статистичної інформації:
- демографічна
  - соціологічна
  - культурна
  - охорона здоров'я
  - освіта
- економічна
  - зайнятість населення
  - доходи
  - виробники товарів та послуг
- геопросторова
  - географічна (корисні копалини)
  - картографічна (адміністративний поділ, населенні пункти)
  - геодезічна
  - екологічна

## Органи статистики держав

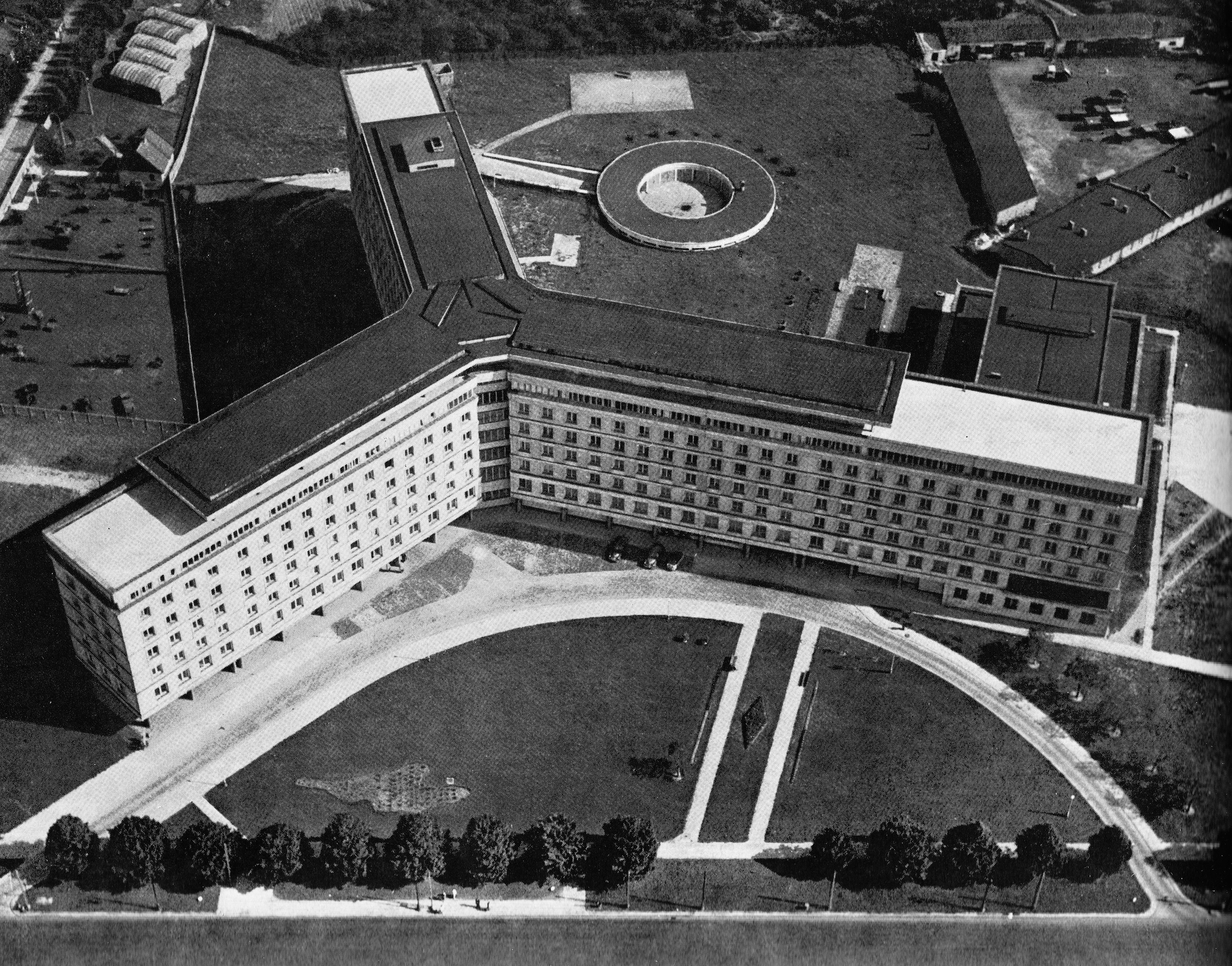
Будівля Центрального статистичного офісу Польщі

- Аргентини — Національний інститут статистики та переписів
- Бразилії — Бразильський інститут географії і статистики
- Греції — Грецька статистична служба
- Естонії — Департамент статистики Естонії
- Іспанії — Instituto Nacional de Estadística (Іспанія)
- Італії — Національний інститут статистики Італії
- Канади — Статистична служба Канади
- Польщі — Центральний статистичний офіс Польщі
- Росії — Федеральна служба державної статистики
- США — Бюро перепису населення США
- України — Державна служба статистики України
- Франції — Національний інститут статистики і економічних досліджень Франції

## Наднаціональні статистичні органи та організації
- Євростат
- Міждержавний статистичний комітет СНД
- Міжнародний статистичний інститут
- Статистичний відділ ООН